# پارما (اوهایو)
پارما(به انگلیسی: Parma) شهری در ایالت اوهایو کشور ایالات متحده آمریکا است که جمعیت آن در سرشماری سال ۲۰۱۰ میلادی، ۸۱٬۶۰۱ نفر بوده‌است.